# Jack Nichols (ativista)
John Richard "Jack" Nichols Jr. (Washington, D.C., 16 de março de 1938 – Cocoa Beach, 2 de maio de 2005) foi um jornalista e ativista norte-americano na defesa pelos direitos dos gays. Ele foi cofundador da filial de Washington, D.C., da Sociedade Mattachine em 1961, com Franklin E. Kameny. Ele apareceu no documentário da CBS de 1967, CBS Reports: The Homosexuals, sob o pseudônimo de Warren Adkins.

## Biografia
Nichols nasceu em 16 de março de 1938, em Washington, D.C. Seu pai era um agente do FBI. Nichols foi criado em Chevy Chase, Maryland, e se revelou gay para seus pais quando era adolescente. Seus pais se divorciaram e sua mãe foi posteriormente casada com William B. Southwick, um alcoólatra abusivo que viveu em Cocoa Beach, Flórida, por seis anos. Nichols viveu com o tio e a tia do Xá Mohammad Reza Pahlavi do Irã por três anos e aprendeu persa.
Nichols abandonou a escola aos doze anos. Ele foi inspirado aos quinze anos pelos poemas de Walt Whitman e pelas obras de Robert Burns. Ele lembrou a Owen Keehnen que, já em 1955, ele estava compartilhando o livro de Donald Webster Cory, The Homosexual in America, com seus amigos gays.

## Carreira como ativista
Nichols foi cofundador da Sociedade Mattachine de Washington em 1961 com Frank Kameny, e da Sociedade Mattachine da Flórida em 1965. A Sociedade Mattachine de Washington era independente da Sociedade Mattachine nacional, que havia se dissolvido formalmente alguns meses antes.
A partir de 1963, presidiu o Comitê de Assuntos Religiosos da Sociedade Mattachine de Washington, que mais tarde se tornou o Conselho de Religião e Homossexualidade da Área de Washington. Esta organização foi pioneira em estabelecer vínculos entre o movimento pelos direitos gays e o Conselho Nacional de Igrejas.
Nichols liderou a primeira marcha pelos direitos dos homossexuais na Casa Branca, em abril de 1965, e participou dos piquetes do Lembrete Anual no Independence Hall, na Filadélfia, realizados a cada 4 de julho de 1965 a 1969. Ele e outros ativistas pressionaram com sucesso a Associação Americana de Psiquiatria para revogar sua definição de homossexualidade como uma forma de doença mental.
Em 1967, Nichols se tornou um dos primeiros americanos a falar abertamente sobre sua homossexualidade na televisão nacional quando apareceu no CBS Reports: The Homosexuals, um documentário da CBS News. Embora tenha se permitido ser entrevistado diante das câmeras, Nichols usou o pseudônimo "Warren Adkins" na transmissão por causa de seu pai, que era um agente do FBI. Seu pai o ameaçou de morte se o governo dos EUA descobrisse que Jack era seu filho e ele perdesse sua cobiçada autorização de segurança. O uso do nome "Warren" foi em deferência a um dos primeiros amantes de Nichols que ele conheceu ao visitar sua tia e tio em Neptune Beach, Flórida, em 1961. Nichols tinha um gosto precoce por amantes simples do campo e seu amante, Warren, era da Virgínia Ocidental. Eventualmente, essa paixão por "caipiras" o levaria ao primeiro grande amor de sua vida, Lige Clarke, que era do Kentucky.
Devido à sua aparição no documentário, Nichols foi demitido de seu emprego no International Inn localizado em Washington, D.C., no dia seguinte à exibição.

## Carreira como jornalista
Com seu parceiro Lige Clarke, Nichols começou a escrever a coluna "The Homosexual Citizen" para a revista Screw em 1968. "The Homosexual Citizen", cujo título foi inspirado no jornal publicado pela Mattachine DC, foi a primeira coluna de interesse LGBT em uma publicação não LGBT. Como resultado dessa coluna, Nichols e Clarke ficaram conhecidos como "O casal gay mais famoso da América".
Em 1969, após se mudarem para Nova Iorque, Nichols e Clarke fundaram o GAY, o primeiro jornal semanal para gays nos Estados Unidos distribuído em bancas. A publicação continuou até o início de 1974. De 1977 a 1978, ele atuou como editor do Sexology. Nichols foi contratado em 1981 como editor de notícias do San Francisco Sentinel.
Em novembro de 2010, a amiga de Jack Nichols, Stephanie Donald, criou o LGBT-Today.com, em homenagem a Nichols e ao Movimento pelos Direitos Gays, e reuniu a maior parte da equipe original do GayToday.com, incluindo Frank Kameny, que escreveu exclusivamente para o LGBT-Today.com até sua morte em 11 de outubro de 2011.

## Morte
Nichols morreu em 2 de maio de 2005, devido a complicações de um câncer na glândula salivar. Seu melhor amigo, Steve Yates, estava presente no momento de sua morte. O último pedido de Nichols foi ouvir sua música favorita, "Ev'ry Time We Say Goodbye", de Rosemary Clooney, que Yates tocou enquanto Nichols se ausentava.

## Obras publicadas
- Clarke, Lige; Jack Nichols (1971). I have more fun with you than anybody (em inglês). [S.l.]: St. Martin's Press
- Clarke, Lige; Jack Nichols (1974). Roommates Can't Always be Lovers: An Intimate Guide to Male-male Relationships (em inglês). [S.l.]: St. Martin's Press
- Jack Nichols (1975). Men's Liberation: A New Definition of Masculinity (em inglês). [S.l.]: Penguin. ISBN 0-14-004036-6
- Jack Nichols (1976). Welcome to Fire Island (em inglês). St. Martin's Press
- Jack Nichols (1996). The Gay Agenda: Talking Back to the Fundamentalists (em inglês). [S.l.]: Prometheus. ISBN 9781573921039
- Jack Nichols (2004). The Tomcat Chronicles: Erotic Adventures of a Gay Liberation Pioneer (em inglês). [S.l.]: Haworth Press. ISBN 1-56023-488-1